# تاكاشي سيكي
تاكاشي سيكي (باليابانية: 関 貴史) (5 يونيو 1978 في إيباراكي في اليابان – )؛ هو لاعب كرة قدم ياباني سابق كان يلعب كمهاجم.

## وصلات خارجية
- تاكاشي سيكي على موقع رابطة كرة القدم اليابانية للمحترفين (اليابانية)
- تاكاشي سيكي على موقع عالم كرة القدم.نت (الإنجليزية)